# Notícia
En periodisme, es considera una notícia o nova qualsevol fet o succés que representi una alteració innovadora en l'ordre de les coses i susceptible de convertir-se en referència per a una comunitat determinada. A causa de la seva naturalesa extraordinària, aquest fet o succés passa a ser explicat, a través d'un testimoni o investigador (que actualment anomenem periodista), en forma de text escrit o oral. Una vegada el fet és explicat en forma de text, la notícia esdevé un gènere textual d'informació classificat dins dels gèneres de tipus objectiu, que es diferencien d'altres gèneres periodístics com ara l'article d'opinió perquè l'autor d'una notícia ha d'explicar els fets de manera breu, senzilla i aclaridora, i ha d'aconseguir de la manera més eficient possible posar en contacte el fet ocorregut amb el lector o oient de la informació.

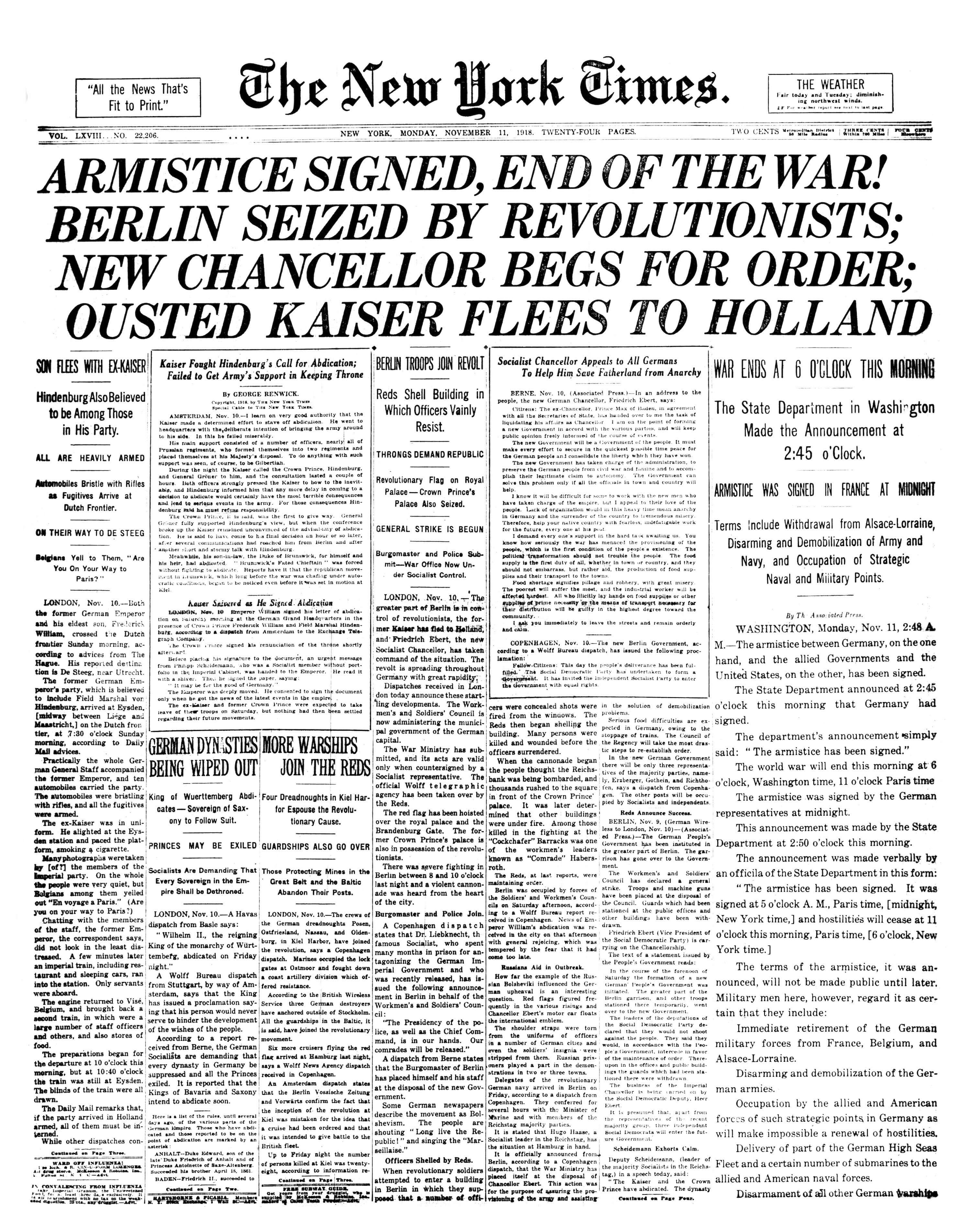
Portada del The New York Times de l'11 de novembre de 1918, dia de l'armistici que posà fi a les hostilitats en el front occidental de la Primera Guerra Mundial. La premsa ha estat una de les formes més comunes de transmetre les notícies.

La notícia és un relat d'un esdeveniment d'actualitat, que desperta l'interès del públic. El periodista té la responsabilitat de relatar amb la major objectivitat i veracitat possible com s'ha produït aquest esdeveniment. Les seves funcions estan clarament delimitades i el periodista ha de tenir el màxim rigor possible en l'exposició dels fets ocorreguts.
El lector o oient rep la informació sense cap mena de valoració personal. Quan el periodista relata el fet, no ha de pretendre ser original ni creatiu, sinó objectiu i veraç. Per tant, ha d'utilitzar un registre lingüístic formal, neutre, clar, amb la màxima precisió lèxica i adjectius objectivables; i s'ha d'allunyar d'estils emotius i empàtics amb el receptor.
El contingut d'una notícia ha de respondre a la majoria de les preguntes que es coneixen com les cinc W (o també, cinc W i una H), de l'escola de periodisme estatunidenca:
- Who? (Qui?)
- What? (Què?)
- Where? (On?)
- When? (Quan?)
- Why? (Per què?)

Alguns autors també afegeixen a la llista una sisena pregunta, How? (Com?), tot i que la seva resposta ja podria haver estat coberta en el Què?, On? o Quan?.
El periodista ordena les dades en ordre decreixent a la rellevància que tenen, a partir de les dades més rellevants i curioses per arribar a les menys significatives o contextuals.

## Trets
Les principals característiques de la notícia a la premsa són les següents:
- Verificabilitat: els fets o successos han de ser objectivables i, per tant, verificables.
- Objectivitat: el periodista no s'ha de veure reflectit en el text. En conseqüència, ni utilitzarem la primera persona del singular, ni emetrem cap opinió o judici de valor. A la notícia no hi ha d'aparèixer qui l'ha redactat; només s'endevinarà que té un autor perquè s'hi dona una selecció de la realitat, de manera que el periodista escull els elements que li semblen més interessants o rellevants.
- Claredat: els fets han de ser exposats de forma ordenada i lògica.
- Ordre lògic de l'oració: les oracions, sobretot en textos orals, s'han de tendir a escriure seguint l'ordre sintàctic primari → subjecte + verb + complements (CD+CI+CC).
- Lògica verbal: Els temps verbals utilitzats han de ser constants per a cada complement circumstancial de temps:

| Per a fets ocorreguts i explicats el mateix dia             | PRETÈRIT PERFET                 |
| Per a fets ocorreguts i explicats en dies diferents         | PASSAT PERIFRÀSTIC              |
| Per a fets que encara han d'ocórrer                         | FUTUR / FUTUR PERFET            |
| Per a qüestions en procés d'indagació o per a hipòtesis     | CONDICIONAL PERFET / SUBJUNTIUS |
| Per a qüestions anteriors als fets ocorreguts (contextuals) | IMPERFET / PLUSQUAMPERFET       |

- Brevetat: els fets han de ser presentats breument, sense reiteracions o dades irrellevants.
- Generalitat: la notícia ha de ser d'interès social i no particular.
- Actualitat: no és notícia el que no és nou. Això fa que a vegades se sacrifiquin temes de fons o de gran abast per la novetat d'altres esdeveniments. Aquesta realitat constitueix una de les principals crítiques que es fan al periodisme d'actualitat.
- Interès humà: la notícia ha de connectar amb els interessos del públic del mitjà o saber generar-los, per això la tendència ideològica i de selecció de temes de cada mitjà condiciona el tipus de notícies que hi apareixen, amb una certa tendència a privilegiar les notícies negatives o de successos per l'alt impacte emocional que susciten.
- Proximitat: els successos explicats susciten més interès si són propers al receptor.
- Prominència: la notícia suscita més interès si les persones involucrades són importants i conegudes per la comunitat receptora.
- Repercussió: si es tracta d'un tema amb repercussions a la vida real de les persones, n'augmenta la rellevància.
- Oportunitat: com més ràpid es doni a conèixer un fet noticiable, més valor té.
- Desenllaç: algunes notícies, sobretot si no són puntuals, mantenen l'interès del públic a mesura que va succeint la història, tot esperant el desenllaç que pot resultar sorprenent.
- Tema: les notícies relacionades amb certs àmbits resulten atractives en si mateixes, per exemple, els avanços científics.
- Servei: una notícia es pot percebre com a tal en funció del servei que presti i que ajudi a prendre decisions.

## Estructura

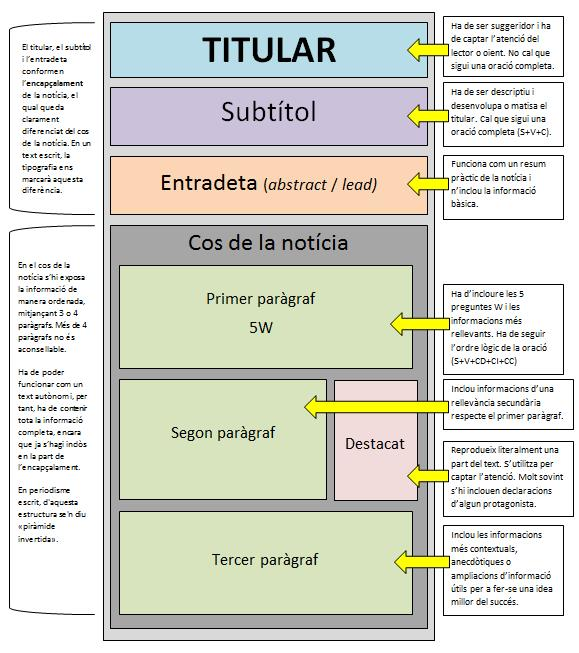
Estructura bàsica d'una notícia tipus en català

La notícia consisteix a passar a un discurs o text uns fets, per tant, està subjecta a convencions de gènere i estil. Té les següents parts principals:
- Titular: format per un títol breu i a vegades un subtítol que el complementa. De vegades, hi ha també l'avanttítol, La funció del titular és atreure l'atenció del lector o oient.
- Subtítol: Matisa o desenvolupa el títol.
- Entrada o entradeta (en anglès: lead): és el primer paràgraf de la notícia en periodisme escrit i sovint radiofònic. Serveix com a resum, ja que generalment proporciona la informació bàsica que respon a les preguntes qui, què, com, quan, on i per què. En televisió el més semblant és l'entradeta del presentador, però en el vídeo no és possible encabir totes les respostes en les seqüències inicials.
- Cos: exposa de manera ordenada, i mitjançant els diversos paràgrafs, el contingut de la notícia que ja s'ha exposat de forma resumida en l'entrada. Al començament sempre hi ha els fets més importants i cap al final els menys importants. En periodisme escrit, d'aquesta estructura se'n diu «piràmide invertida».

## Història
El primer ús documentat d'un servei de missatgeria organitzat per a la difusió dels documents escrits es troba a Egipte, on els faraons van utilitzar missatgers per difondre els seus decrets arreu del territori (2400 aC). Aquesta pràctica podria tenir les seves arrels en un servei més antic de missatgeria oral i podria haver estat construïda sobre una infraestructura preexistent.
A l'antiga Roma Juli Cèsar va donar a conèixer l'Acta Diurna, uns butlletins governamentals gravats en metall o pedra i col·locats a llocs públics.
A la Xina van circular entre els funcionaris judicials de la darrera dinastia Han (segles ii i iii) una mena de fulls de notícies governamentals, anomenats tipao. Entre 713 i 734, la dinastia Tang va publicar notícies governamentals a través del Kaiyuan Za Bao, escrit a mà sobre seda i llegit per funcionaris del govern. El 1582 es va produir la primera referència a un full de notícies privat publicat a Pequín, durant els darrers anys de la dinastia Ming.
L'augment de la interacció transfronterera europea durant l'edat moderna va provocar una creixent necessitat d'informació que va ser coberta per uns breus fulls de notícies escrites a mà. El 1556 el govern de Venècia va publicar per primera vegada Notizie scritte, de publicació mensual. Aquests avvisi eren escrits a mà i s'utilitzen per transmetre informació de caràcter polític, militar i econòmic de forma ràpida i eficient a les ciutats italianes durant els segles xvii i xviii. Tot i que compartien algunes característiques amb els diaris, encara que en general no es consideren plenament diaris. A causa de la baixa taxa d'alfabetització, les notícies eren de vegades difosos per pregoners. Abans de la invenció dels diaris als inicis del segle xvii, a alguns imperis centralitzats ja es van distribuir certs butlletins oficials governamentals i els edictes.
Relation aller Fürnemmen und gedenckwürdigen Historien (Johann Carolus, 1605) és considerat el primer diari de la història per la World Association of Newspapers. L'agència de notícies més antiga és l'Agence France-Presse (AFP), fundada el 1835 pel traductor i agent de publicitat parisenc Charles-Louis Havas.
Durant el segle xx les notícies de la premsa havien de ser transmeses a la redacció a través de telefonia mòbil o portades per un reporter. Tot seguit s'iniciava el procés de redacció i transmissió, a través de serveis de cable, i l'edició i configuració, juntament amb altres notícies d'una edició específica. A principis del segle xxi el terme «notícia d'última hora» (en anglès: breaking news) ha esdevingut un dels mots més utilitzats pels serveis de radiodifusió de notícies per cable d'arreu del món, que emeten en directe les vint-i-quatre hores del dia utilitzant tecnologia per satèl·lit per informar dels esdeveniments d'actualitat tan bon punt es produeix la notícia. A través de la ràdio, la televisió, telefonia mòbil i internet, els esdeveniments acabats d'alimentar de forma instantània arriben a ser de coneixement general al cap d'unes hores o dies.

## Notícia d'última hora

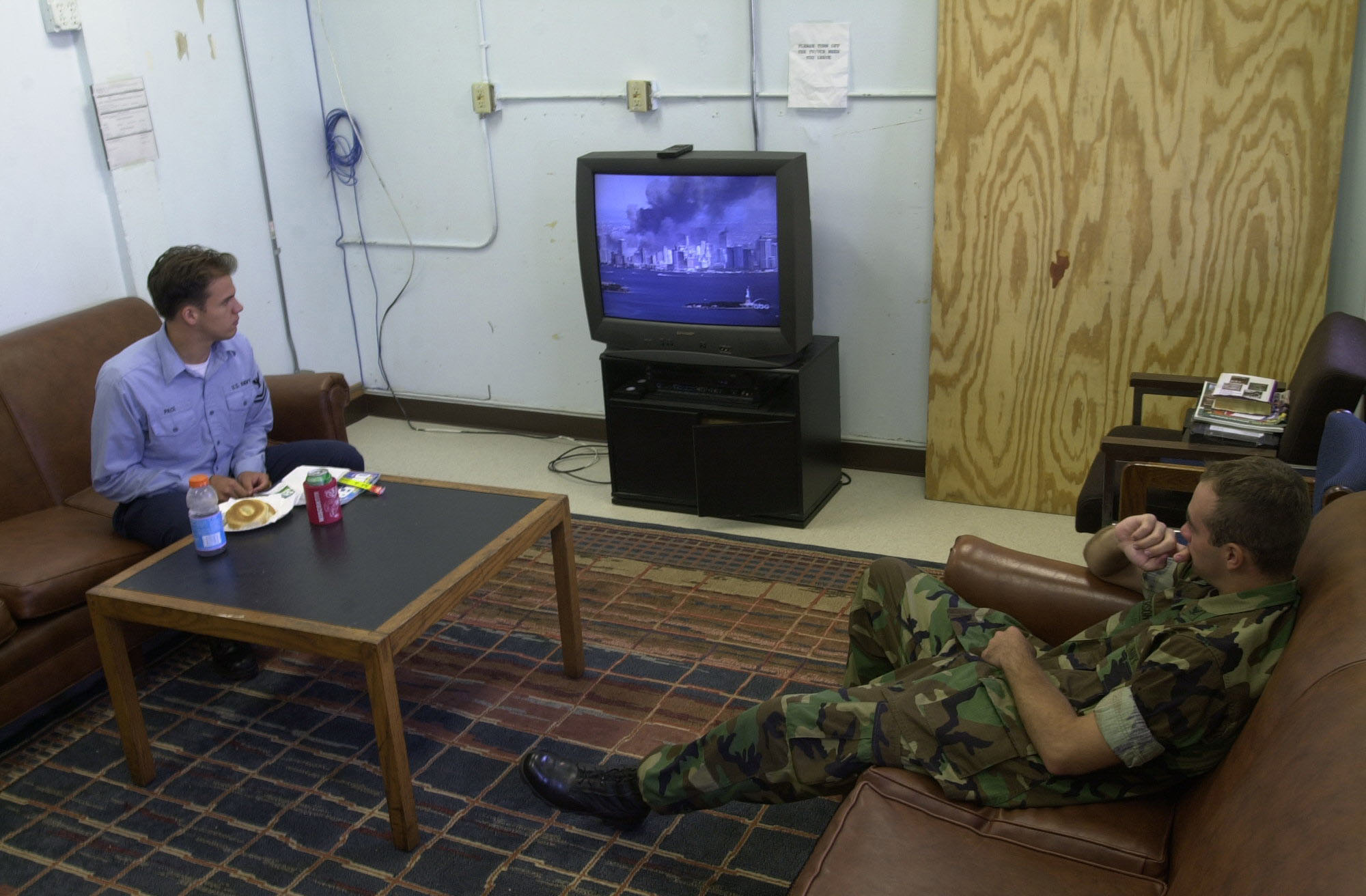
Un fotògraf i un periodista de les Forces Armades dels Estats Units d'Amèrica observant els atemptats de l'11 de setembre de 2001

Una notícia d'última hora (en anglès: breaking news) és una notícia que s'està esdevenint en el moment de la seva difusió i pel qual els periodistes irrompen la programació habitual o les notícies d'actualitat per tal d'informar-ne. També es fa servir per designar la història més important del moment o una notícia que s'està cobrint en directe.

## Influència del patrocini
S'ha reconegut que el patrocini ha influenciat històricament diverses històries de notícies. La història d'això va rebre especial atenció d'ençà de l'estrena de la pel·lícula Anchorman 2. Un exemple recent n'és el fet que Facebook ha invertit molts diners en fonts de notícies en temps de compra en mitjans de comunicació locals. El periodista de TechCrunch Josh Continue va arribar a afirmar el febrer de 2018 que l'empresa «havia robat el negoci de les notícies» i que utilitzava el patrocini per fer que molts editors de notícies fossin els seus «escriptors fantasma.» El gener de 2019, el fundador de l'empresa, Mark Zuckerberg, va anunciar que invertiria 300 milions de dòlars en compres de notícies locals durant un període de 3 anys.